# Vesania
Vesania (Latijn voor krankzinnigheid) is een Poolse metalband. De band werd in 1997 door gitarist en zanger Tomasz Wróblewski, drummer Dariusz Brzozowski en basgitarist Filip Hałucha opgericht. Later kwamen hier gitarist Filip Żołyński en pianist Hatrah bij, maar die verlieten de band in 1999 en werden vervangen door de pianist Krzysztof Oloś.
Het eerste album van de band was een splitalbum met Black Altar. Moonastray werd in 2002 alleen uitgebracht in Polen door Odium Records. Er kwamen 666 exemplaren van het album uit, elk genummerd met bloed. Het eerste studioalbum van Vesania, Firefrost Arcanum, kwam uit in 2003. Hierna volgden nog God the Lux in 2005 en Distractive Killusions in 2007.

## Discografie

### Studioalbums
- Firefrost Arcanum (2003)
- God the Lux (2005)
- Distractive Killusions (2007)

### Splitalbums
- Moonastray (met Black Altar, 2002)

### Singles
- Rage of Reason (2008)